# Beaumont-le-Hareng
Beaumont-le-Hareng is een gemeente in het Franse departement Seine-Maritime (regio Normandië) en telt 194 inwoners (2004). De plaats maakt deel uit van het arrondissement Dieppe.

## Geografie
De oppervlakte van Beaumont-le-Hareng bedraagt 5,8 km², de bevolkingsdichtheid is 33,4 inwoners per km².
De onderstaande kaart toont de ligging van Beaumont-le-Hareng met de belangrijkste infrastructuur en aangrenzende gemeenten.

## Demografie
Onderstaande figuur toont het verloop van het inwonertal (bron: INSEE-tellingen).